# Domaniów (województwo dolnośląskie)
Domaniów (niem. Thomaskirch) – wieś w Polsce położona w województwie dolnośląskim, w powiecie oławskim, w gminie Domaniów.

## Podział administracyjny
W latach 1954–1972 wieś należała i była siedzibą władz gromady Domaniów. W latach 1975–1998 miejscowość administracyjnie należała do województwa wrocławskiego. Miejscowość jest siedzibą gminy Domaniów.

## Historia
Domaniów to stara XII-wieczna wieś. W pierwszej wzmiance, w dokumencie z 1223 roku wymieniona jako Domaniowo, w innym dokumencie z roku 1267 - jako Domaneuici. Z zapisów tych wynika, że w XIII wieku używano zamiennie nazwy Domaniów i Domaniewice. Wieś nazwana jest od imienia właściciela, Domania. Domań to skrócona forma imienia Domasław. Wieś tę otrzymał od Henryka Brodatego, księcia śląskiego jego skarbnik Piotr Wojsławic. W tym czasie we wsi stał już kościół. Piotr przed śmiercią podarował wieś cysterkom z Trzebnicy. W 1348 roku Domaniów znalazł się w państwie czeskim i pozostał w jego granicach do końca XVII wieku. Śmierć ostatniego przedstawiciela dynastii Piastów śląskich, księcia legnicko-brzeskiego Jerzego Wilhelma w 1675 roku spowodowała, że Domaniów znalazł się w granicach monarchii Habsburskiej. W 1741 roku został włączony do Prus. Cysterki z Trzebnicy przebywały w Domaniowie aż do sekularyzacji dóbr zakonnych w 1810 roku. Domaniów zachował polski charakter do XIX w. a msze w miejscowym kościele zlikwidowano w 1814 lub 1824 r. Od 1945 r. w granicach Polski.

## Zabytki
Do wojewódzkiego rejestru zabytków wpisane są:
- układ ruralistyczny wsi, z XIII w., zmieniony w pierwszej połowie XIX w.
- kościół parafialny pw. Nawiedzenia Najświętszej Marii Panny, z początku XIV wieku, wzniesiony w stylu gotyckim. Jego fundatorkami były niewątpliwie cysterki z Trzebnicy. Około roku 1700 kościół został przebudowany i uzyskał wówczas wystrój barokowy. Ołtarz główny i dwa boczne, wykonane z drewna polichromowanego pochodzą z połowy XVIII wieku. Na trzykondygnacyjnej wieży, pokrytej barokowym, cebulastym hełmem, znajduje się dzwon noszący rok 1462.